# Lista monarhilor albanezi
Principatul Arbër
Progon (1190-1198)
Gen Progoni (1198-1208)
Dhimiter Progoni (1208-1216)
Grigor Kamona (1216-1236)
Golem (1252-1256)
Regatul Albaniei

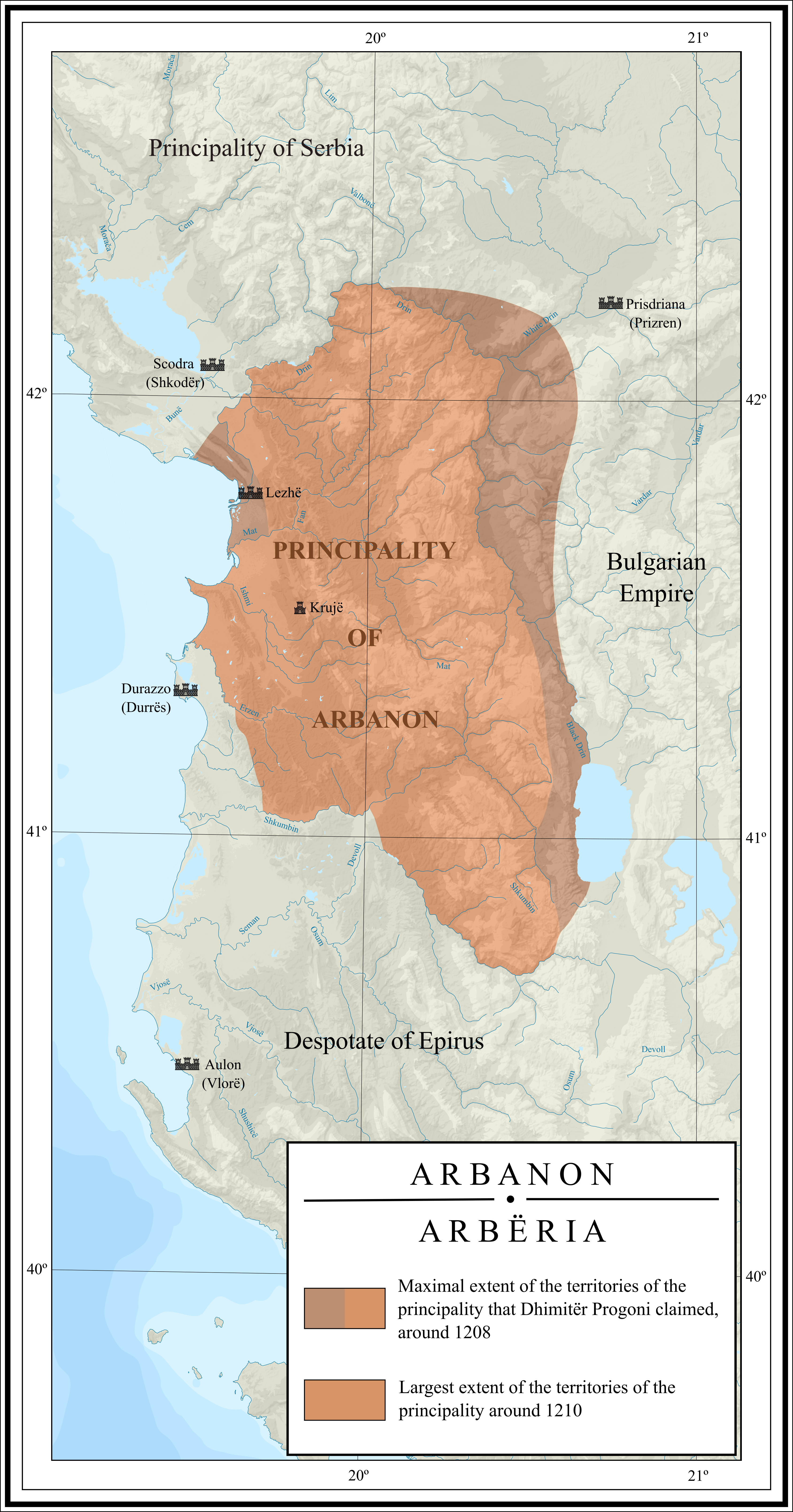

Carol de Anju cucerește mare parte din Albania în  1272 și se autoproclamă rege al Albaniei.
Carol I (1272-1285)
Carol II-lea (1285-1294)
Filip I (1294-1328)

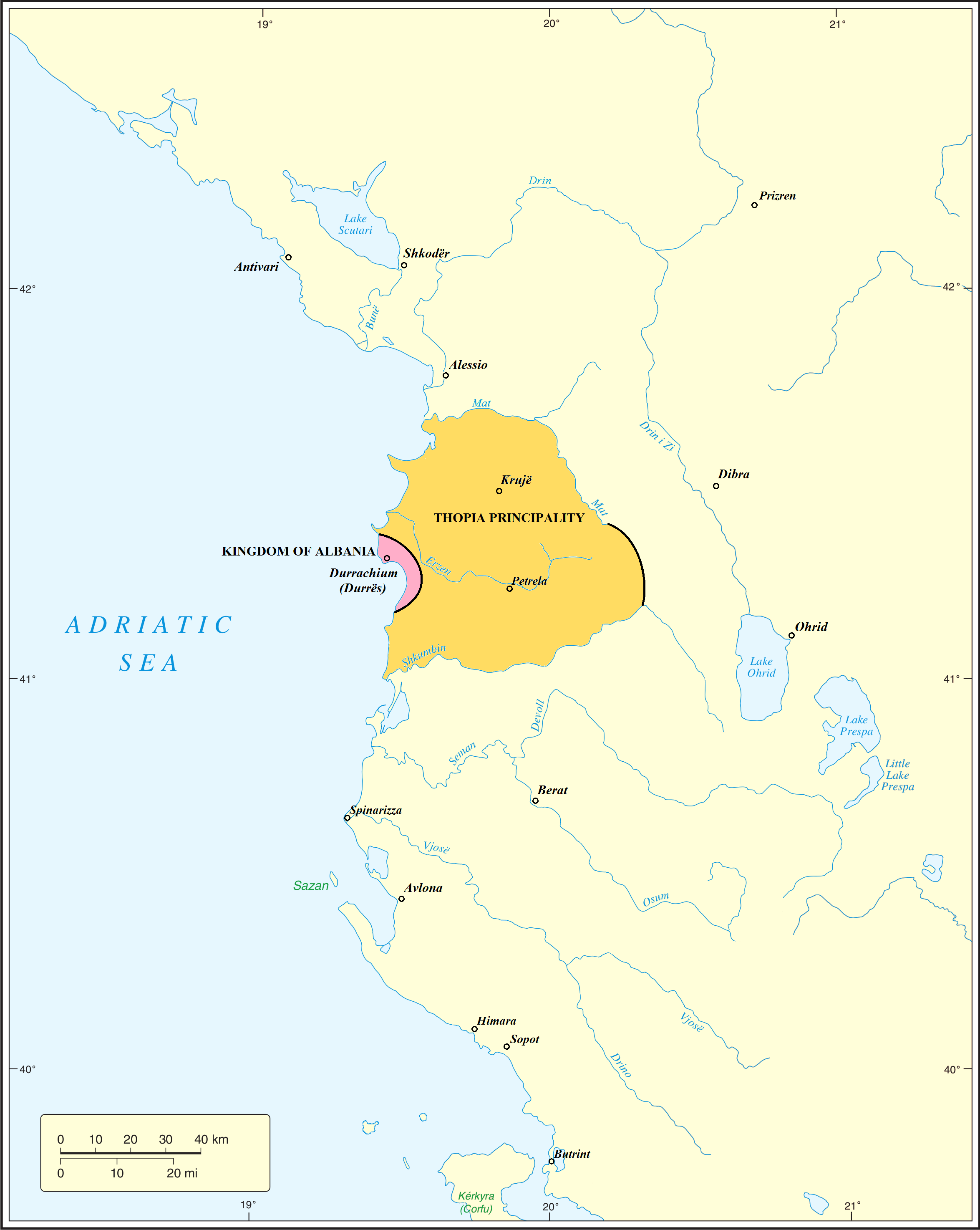
Albania anului 1368

În anul 1328 teritoriile Regatului Albaniei sunt limitate la orașul Durazzo.
Filip I (1328-1331)
Robert I (1331-1332)
Duci și ducese de Durazzo
Ioan I (1332-1336)
Carol III-lea (1336-1348)
Joanna (1348-1368) (1376-1383)
Ludovic (1368-1376)
Robert II-lea (1376-1383)
Principatul Albaniei
Tanusio Thopia (1328–1359)
Karl Thopia (1359–1388)
Gjergj Thopia (1388–1392)

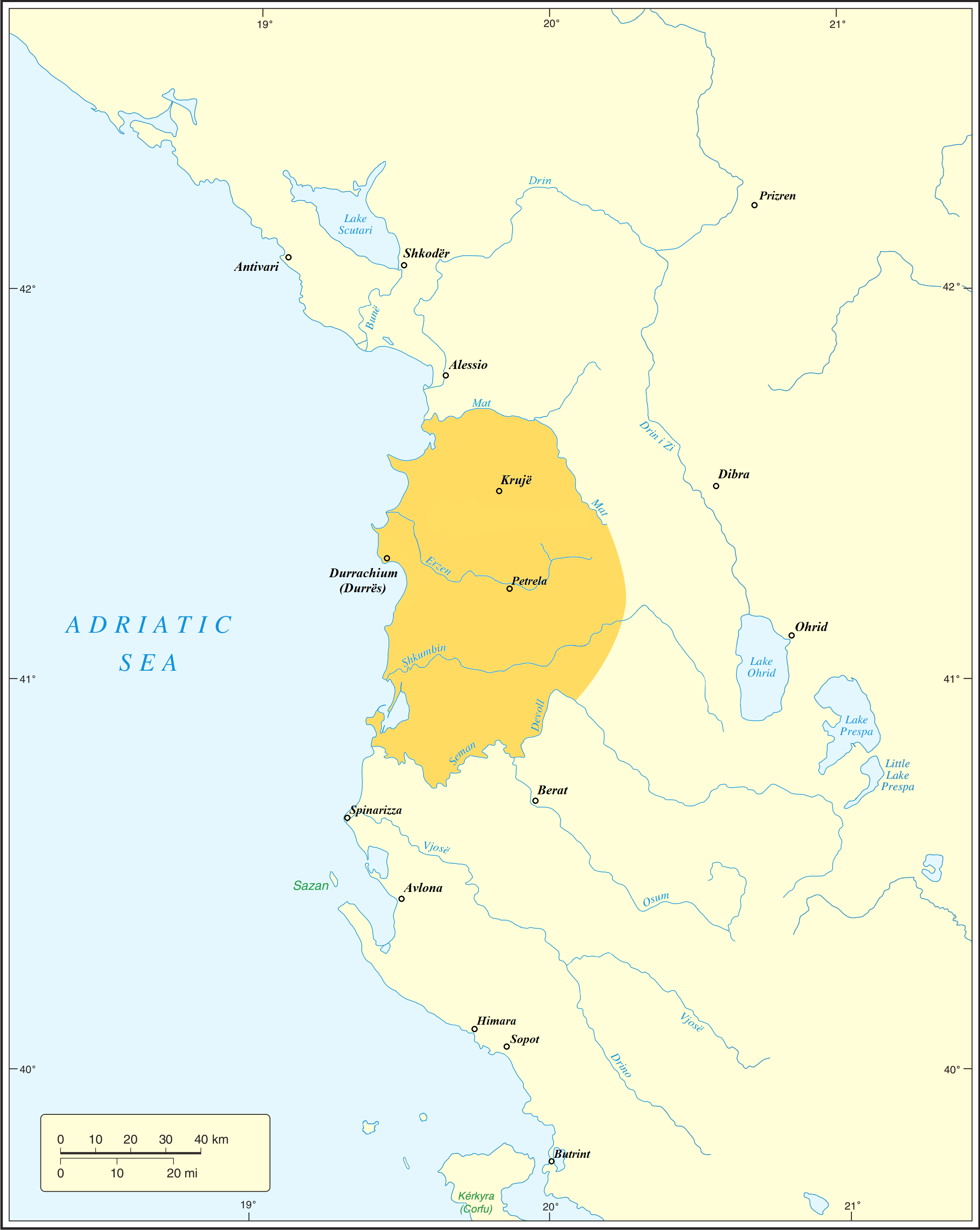
Principatul Albaniei în 1383

Helena Thopia Marco Barbarigo (1388–1392    co-conducători)
Niketa Thopia (1392-1394)
Helena Thopia Kostandin Balsha (1394–1402)
Niketa (1402–1415)
Principatul Muzaka
Andrei I (1279-1319)
Teodor I (1319–1331)
Andrei II (1331–1372)
Teodor II (1372–1389)
Teodor III (1389-1417)
Liga Lezha
Skanderbeg (1444-1468)
Lekë Dukagjini (1468-1479)

Principatul Albaniei

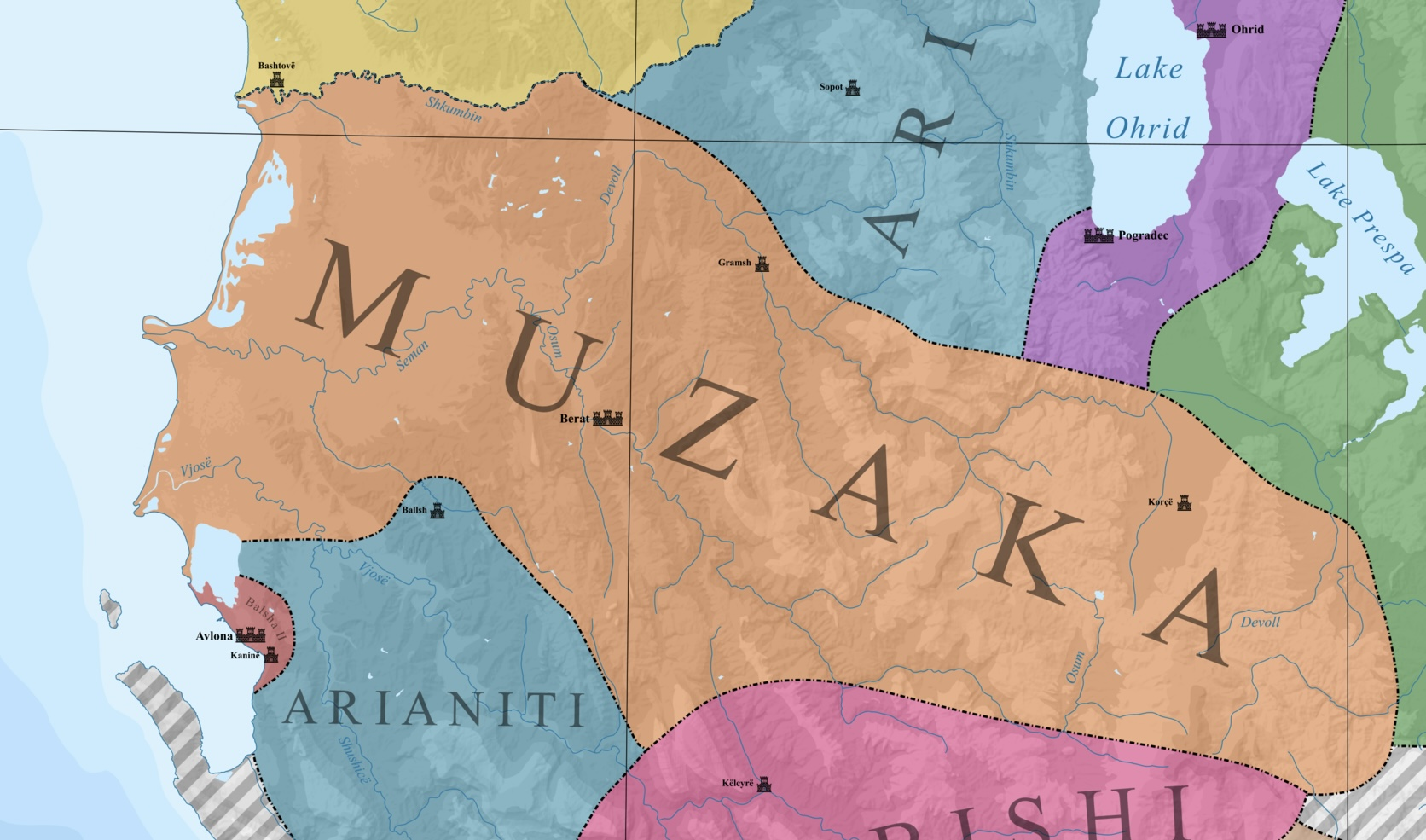

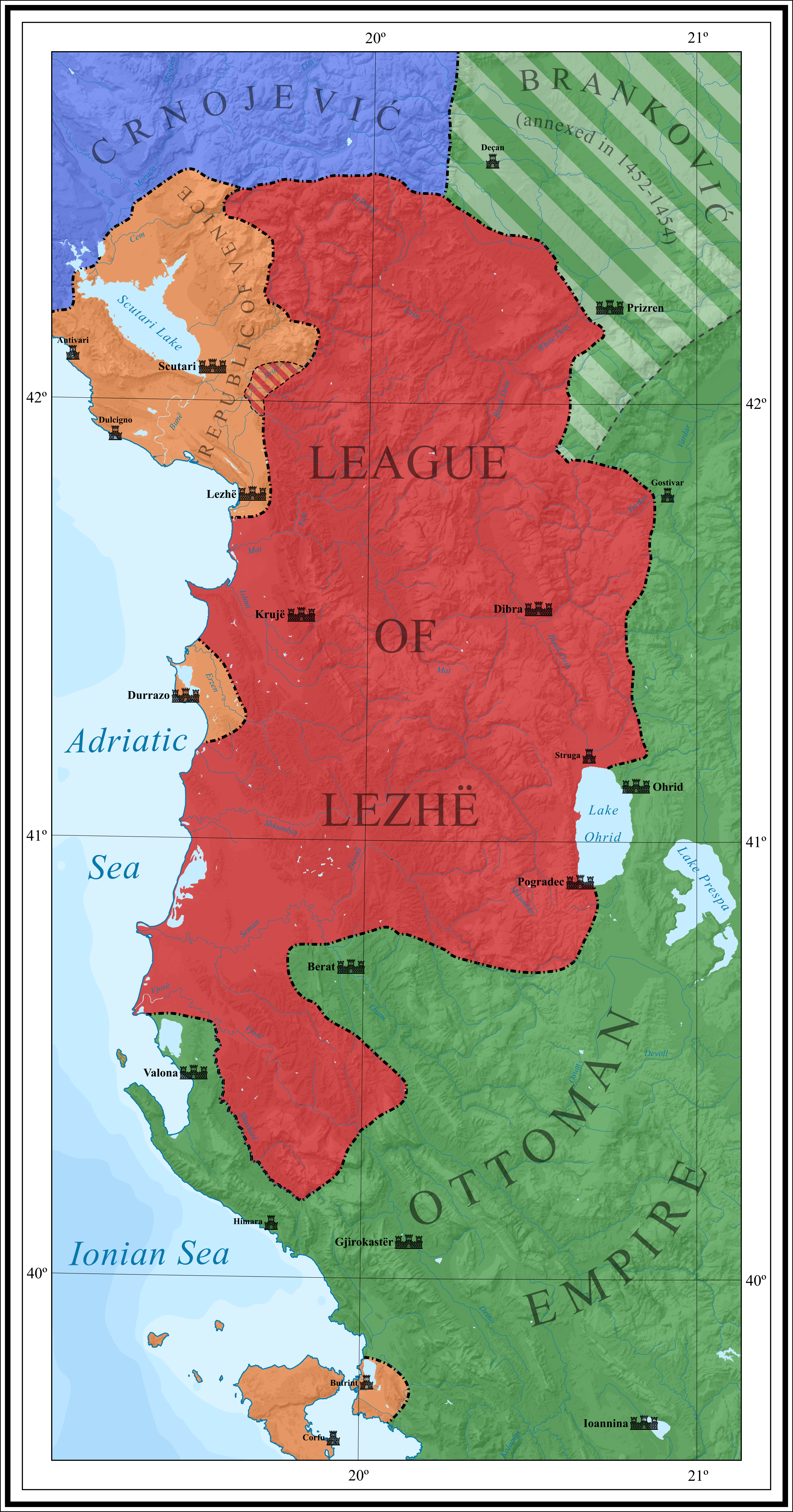
Liga Lezha, 1448-1468

Wilhelm 7 martie 1914 – 3 septembrie 1914                        (de facto), 31 ianuarie 1925
Regatul Albaniei
Zog I (6 ianuarie 1928 – 1 septembrie 1939)
Victor Emanuel al III-lea (1939-1943)